# Le Sceau du secret
Le Sceau du secret (titre original : Am Ende des Schweigens) est un roman écrit par Charlotte Link en 2003.

## Résumé
Trois couples passent leurs vacances à Stanbury. Un matin du mois d'avril, les habitants de la maison présents sont massacrés. 
Jessica la dernière venue dans le groupe, absente ce matin là va alors chercher dans le passé complexe de ses amis pour découvrir la réponse à ses interrogations.